# Serie B 2012-2013
La Serie B 2012-2013 è stata l'81ª edizione del campionato italiano di calcio di Serie B (la 77ª a girone unico), disputata tra il 24 agosto 2012 e il 18 maggio 2013 e conclusa con la vittoria del Sassuolo, al suo primo titolo.
Capocannoniere del torneo è stato Daniele Cacia (Verona) con 24 reti.

## Stagione

### Novità
La regione più rappresentata in questo campionato è, come nella precedente stagione il Veneto con 4 squadre (Cittadella, Padova, Verona e Vicenza), seguita da Emilia-Romagna (Cesena, Modena e Sassuolo) e Toscana (Empoli, Grosseto e Livorno) con 3 formazioni ciascuna. Due club invece, rispettivamente per Calabria (Crotone e Reggina), Lombardia (Brescia e Varese) e Piemonte (Novara e Pro Vercelli); una rappresentante infine, per Abruzzo (Virtus Lanciano), Campania (Juve Stabia), Liguria (Spezia), Marche (Ascoli), Puglia (Bari) e Umbria (Ternana).
Per il Lanciano si tratta della prima apparizione in Serie B. La Pro Vercelli, tornata fra i cadetti dopo 64 anni, ha giocato le prime gare casalinghe allo stadio Leonardo Garilli di Piacenza in attesa dell'adeguamento dello stadio Silvio Piola agli standard previsti per la categoria; è tornata a disputare le partite interne nel proprio impianto a partire dal 20 ottobre, in occasione dell'incontro con il Padova valevole per la 10ª giornata di andata. Lo stesso dicasi per il Lanciano che ha disputato le prime partite casalinghe allo stadio Adriatico di Pescara, sempre per via dei lavori di ristrutturazione e adeguamento dello stadio Guido Biondi di Lanciano. La Ternana, dopo aver giocato la prima gara casalinga allo stadio Pietro Barbetti di Gubbio, è tornata a disputare le partite interne allo stadio Libero Liberati di Terni. Lo Spezia ritorna in Serie B dopo il fallimento societario del 2008 che lo aveva costretto a ripartire dalla Serie D.
A partire da questa stagione, la numerazione delle maglie per i giocatori che compongono la rosa andrà dall'1 al 30 e saranno progressive; i numeri 1, 12 e 22 sono riservati ai portieri. Si potranno fare eccezioni riguardanti i numeri di maglia già ritirati in precedenza.

#### Aggiornamenti

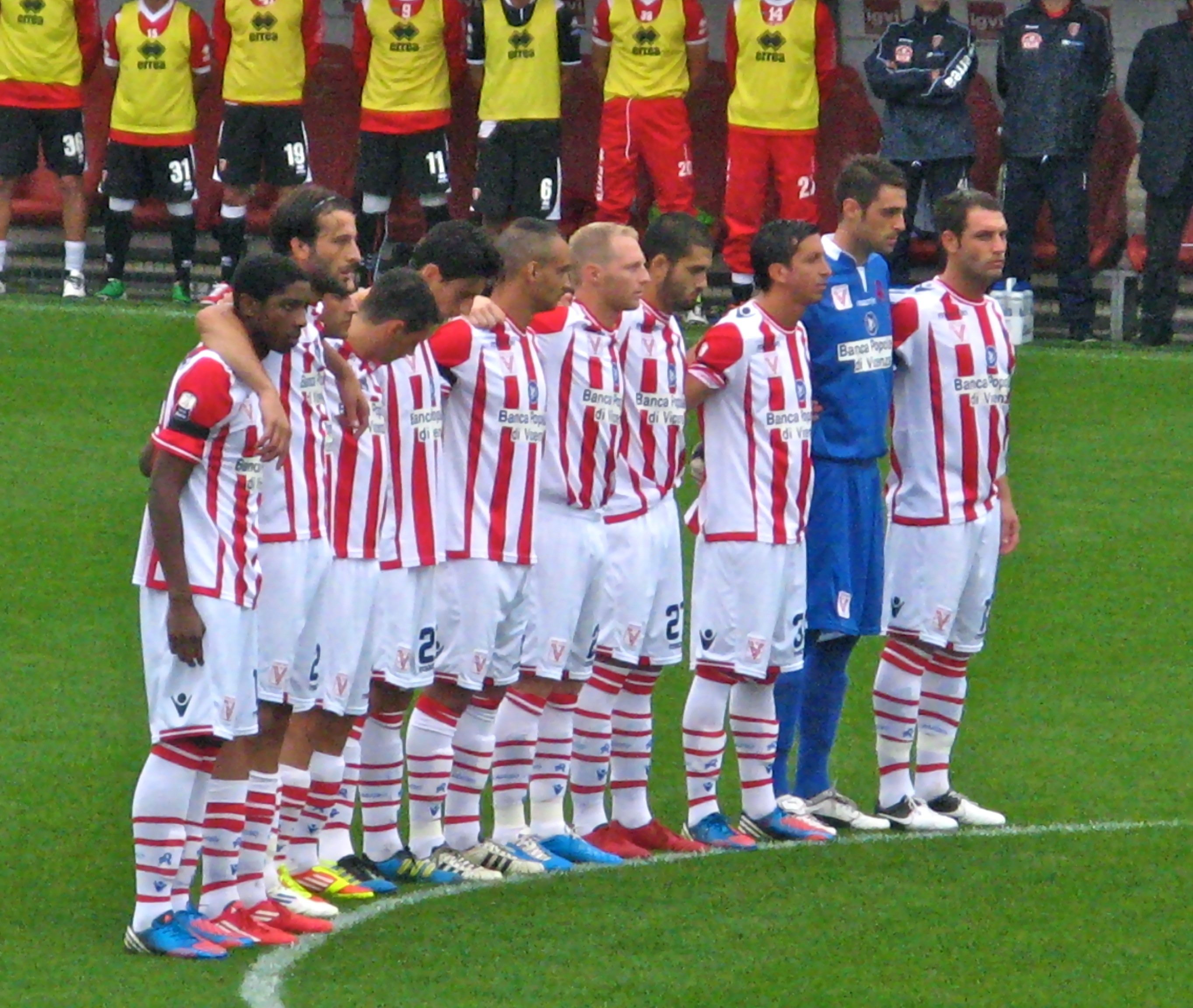
Il, riammesso in Serie B a seguito dell'esclusione del, non riuscirà tuttavia a mantenere la categoria a fine campionato.

In seguito al processo legato al calcioscommesse la classifica iniziale è caratterizzata da alcune penalizzazioni. Prima dell'inizio del campionato il Varese e l'Ascoli patteggiano 1 punto di penalizzazione, il Modena 2 punti, il Bari 5 punti, infine il Grosseto ha patteggiato 6 punti di penalizzazione. Il Lecce, in seguito alle sentenze del calcioscommesse, è stato escluso dal campionato e questo ha portato alla riammissione del Vicenza. Altre squadre penalizzate sono l'Empoli (1 punto e successivamente annullato dal TNAS), il Padova (2 punti poi annullati dal TNAS), il Novara (5 punti di cui uno inflitto nel corso della stagione, per l'assenza di documentazione sull'avvenuto pagamento delle ritenute IRPEF e ridotti successivamente a 2 dal TNAS) e la Reggina (inizialmente penalizzata di 4 punti, poi ridotti a 3 e infine a 2) Infine, a causa di irregolarità amministrative e del mancato pagamento nei versamenti dei contributi ENPALS e IRPEF non rispettati nella scorsa stagione, sono stati comminati ulteriori due punti di penalità al Bari (per un totale di 7) e, disposti anche due punti al Crotone da scontare nella corrente stagione.

### Formula
Il calendario della competizione è stato pubblicato dalla Lega Serie B il 3 agosto 2012: iniziata il 24 agosto 2012 con un anticipo, si è conclusa il 18 maggio 2013. Le prime due giornate (24 e 31 agosto) si sono disputate sabato sera alle 20:45. Le giornate nella cui settimana non si tengono incontri di Serie A, sono state disputate la domenica alle ore 15:00. Le semifinali dei play-off si sono tenute il 22 e 26 maggio, mentre le rispettive finali per decretare la terza formazione promossa in massima serie, sono fissate il 29 maggio e 2 giugno. A differenza delle scorse edizioni, nella finale di ritorno dei playoff non sono più previsti i tempi supplementari in caso di parità di reti dopo le 2 partite, infatti se ciò si verifica la partita di ritorno non si prolunga, ma viene subito promossa in Serie A la migliore piazzata in campionato. I play-out si disputano nel caso in cui il distacco in classifica tra la quart'ultima e la quint'ultima squadra non sia superiore ai 4 punti.
Il 13 maggio 2013 la Lega Serie B, come già accaduto nella scorsa stagione, decide per l'ultima giornata di formare tre gruppi di partite in orari diversi: alle 14:30 le gare ininfluenti fra formazioni che non hanno più nessun obiettivo da raggiungere o che sono anzitempo retrocesse (Cesena-Pro Vercelli, Grosseto-Bari, Spezia-Modena, Ternana-Padova), alle ore 16:30 le partite decisive per decretare il primo posto, le promozioni, i play-off e la salvezza diretta (Brescia-Varese, Cittadella-Ascoli, Novara-Virtus Lanciano, Sassuolo-Livorno, Verona-Empoli, Vicenza-Reggina) e alle ore 12:30 del 19 maggio Crotone-Juve Stabia.

### Avvenimenti

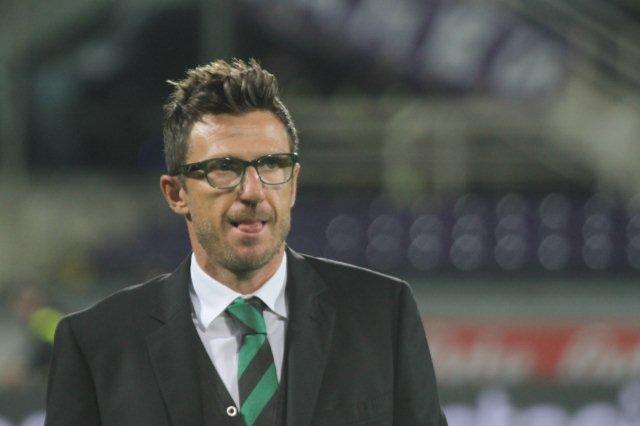
Eusebio Di Francesco, tecnico del vincitore del campionato e promosso per la prima volta in Serie A.

Il campionato è stato vinto dal Sassuolo, che dopo un girone di andata da record — ottenuti 48 punti, gli stessi (senza penalizzazione) della Juventus nell'edizione 2006-2007 — rallenta vistosamente nel girone di ritorno e deve così attendere l'ultimo turno, dopo il successo sul Livorno, per conquistare la sua prima, storica promozione in Serie A. Insieme agli emiliani sale il Verona, dopo undici anni di attesa; il pareggio dei veneti con l'Empoli consente la disputa dei play-off, rimasti a rischio per tutta la stagione a causa dell'ampio vantaggio delle prime tre squadre, Sassuolo, Verona e Livorno, sulle inseguitrici.
Proprio i labronici sono la terza promossa, superando l'Empoli nella finale tutta toscana, ritornando nella massima serie dopo tre stagioni. In coda, scendono il Grosseto, dopo cinque stagioni consecutive in serie cadetta, e la neopromossa Pro Vercelli, alle quali si aggiungono all'ultimo turno Ascoli e Vicenza, che non riescono a ripristinare i play-out, retrocedendo direttamente come non succedeva in serie cadetta dalla stagione 2007-2008.

## Squadre partecipanti
| Club            | Stagione | Città                        | Stadio                                                                        | Stagione precedente                                                         |
| --------------- | -------- | ---------------------------- | ----------------------------------------------------------------------------- | --------------------------------------------------------------------------- |
| Ascoli          | dettagli | Ascoli Piceno                | Stadio Cino e Lillo Del Duca                                                  | 15º posto in Serie B                                                        |
| Bari            | dettagli | Bari                         | Stadio San Nicola Stadio degli Ulivi (Andria) (6ª giornata)                   | 13º posto in Serie B                                                        |
| Brescia         | dettagli | Brescia                      | Stadio Mario Rigamonti                                                        | 8º posto in Serie B                                                         |
| Cesena          | dettagli | Cesena                       | Stadio Dino Manuzzi                                                           | 20º posto in Serie A, retrocesso                                            |
| Cittadella      | dettagli | Cittadella (PD)              | Stadio Piercesare Tombolato                                                   | 16º posto in Serie B                                                        |
| Crotone         | dettagli | Crotone                      | Stadio Ezio Scida                                                             | 11º posto in Serie B                                                        |
| Empoli          | dettagli | Empoli (FI)                  | Stadio Carlo Castellani                                                       | 18º posto in Serie B                                                        |
| Grosseto        | dettagli | Grosseto                     | Stadio Carlo Zecchini                                                         | 14º posto in Serie B                                                        |
| Juve Stabia     | dettagli | Castellammare di Stabia (NA) | Stadio Romeo Menti                                                            | 9º posto in Serie B                                                         |
| Livorno         | dettagli | Livorno                      | Stadio Armando Picchi                                                         | 17º posto in Serie B                                                        |
| Modena          | dettagli | Modena                       | Stadio Alberto Braglia                                                        | 12º posto in Serie B                                                        |
| Novara          | dettagli | Novara                       | Stadio Silvio Piola                                                           | 19º posto in Serie A, retrocesso                                            |
| Padova          | dettagli | Padova                       | Stadio Euganeo                                                                | 7º posto in Serie B                                                         |
| Pro Vercelli    | dettagli | Vercelli                     | Stadio Silvio Piola Stadio Leonardo Garilli (Piacenza) (fino all'8ª giornata) | 5º posto nel girone A di Lega Pro Prima Divisione, promosso dopo i play-off |
| Reggina         | dettagli | Reggio Calabria              | Stadio Oreste Granillo                                                        | 10º posto in Serie B                                                        |
| Sassuolo        | dettagli | Sassuolo (MO)                | Stadio Alberto Braglia (Modena)                                               | 3º posto in Serie B                                                         |
| Spezia          | dettagli | La Spezia                    | Stadio Alberto Picco                                                          | 1º posto nel girone B di Lega Pro Prima Divisione, promosso                 |
| Ternana         | dettagli | Terni                        | Stadio Libero Liberati Stadio Pietro Barbetti (Gubbio) (2ª giornata)          | 1º posto nel girone A di Lega Pro Prima Divisione, promossa                 |
| Varese          | dettagli | Varese                       | Stadio Franco Ossola                                                          | 5º posto in Serie B                                                         |
| Verona          | dettagli | Verona                       | Stadio Marcantonio Bentegodi                                                  | 4º posto in Serie B                                                         |
| Vicenza         | dettagli | Vicenza                      | Stadio Romeo Menti                                                            | 19º posto in Serie B, riammesso                                             |
| Virtus Lanciano | dettagli | Lanciano (CH)                | Stadio Guido Biondi Stadio Adriatico (Pescara) (fino alla 9ª giornata)        | 4º posto nel girone B di Lega Pro Prima Divisione, promosso dopo i play-off |

## Allenatori e primatisti
| Squadra         | Allenatore | Calciatore più presente                                    | Cannoniere                                                                     |
| --------------- | --- | ---------------------------------------------------------- | ------------------------------------------------------------------------------ |
| Ascoli          | Massimo Silva (1ª-32ª) Rosario Pergolizzi (33ª-36ª) Massimo Silva (37ª-42ª)                                                                         | Lorenzo Pasqualini, Manuel Scalise (39)                    | Simone Zaza (18)                                                               |
| Bari            | Vincenzo Torrente | Eugenio Lamanna (40)                                       | Francesco Caputo (17)                                                          |
| Brescia         | Alessandro Calori | Michele Arcari, Marco Zambelli (40)                        | Andrea Caracciolo (16)                                                         |
| Cesena          | Nicola Campedelli (1ª-3ª) Pierpaolo Bisoli (4ª-42ª)                                                                                                 | Davide Succi (37)                                          | Davide Succi (15)                                                              |
| Cittadella      | Claudio Foscarini | Nunzio Di Roberto (41)                                     | Antonio Di Nardo, Nunzio Di Roberto (7)                                        |
| Crotone         | Massimo Drago | Mirko Eramo (40)                                           | Denilson Gabionetta (12)                                                       |
| Empoli          | Maurizio Sarri | Vasco Regini (41)                                          | Francesco Tavano (21)                                                          |
| Grosseto        | Francesco Moriero (1ª-7ª) Mario Somma (8ª-15ª) Lamberto Magrini e Luigi Consonni (16ª-19ª) Leonardo Menichini (20ª-25ª) Francesco Moriero (26ª-42ª) | Ivan Lanni (32)                                            | Ferdinando Sforzini (10)                                                       |
| Juve Stabia     | Piero Braglia | Boadu Maxwell Acosty (37)                                  | Salvatore Bruno, Fabio Caserta, Tomas Danilevičius (7)                         |
| Livorno         | Davide Nicola | Alessandro Bernardini, Emerson, Paulinho (41)              | Paulinho (20)                                                                  |
| Modena          | Dario Marcolin (1ª-32ª) Walter Novellino (33ª-42ª)                                                                                                  | Matteo Ardemagni (39)                                      | Matteo Ardemagni (23)                                                          |
| Novara          | Attilio Tesser (1ª-12ª) Giacomo Gattuso (13ª-15ª) Alfredo Aglietti (16ª-42ª e play-off)                                                             | Pablo Andrés González (39)                                 | Pablo Andrés González (14)                                                     |
| Padova          | Fulvio Pea (1ª-19ª) Franco Colomba (20ª-32ª) Fulvio Pea (33ª-42ª)                                                                                   | Aniello Cutolo (39)                                        | Aniello Cutolo (12)                                                            |
| Pro Vercelli    | Maurizio Braghin (1ª-9ª) Giancarlo Camolese (10ª-22ª) Maurizio Braghin (23ª-42ª)                                                                    | Alex Valentini (40)                                        | Pietro Iemmello (5)                                                            |
| Reggina         | Davide Dionigi (1ª-31ª) Giuseppe Pillon (32ª-42ª)                                                                                                   | Paolo Baiocco (40)                                         | Gianmario Comi (11)                                                            |
| Sassuolo        | Eusebio Di Francesco | Alessandro Longhi, Alberto Pomini (41)                     | Domenico Berardi, Richmond Boakye, Leonardo Pavoletti, Emanuele Terranova (11) |
| Spezia          | Michele Serena (1ª-22ª) Gianluca Atzori (23ª-27ª) Luigi Cagni (28ª-42ª)                                                                             | Stefano Okaka (38)                                         | Marco Sansovini (20)                                                           |
| Ternana         | Domenico Toscano | Luis Alfageme, Luigi Vitale (38)                           | Luigi Vitale (10)                                                              |
| Varese          | Fabrizio Castori (1ª-37ª) Andrea Agostinelli (38ª-42ª)                                                                                              | Gianpietro Zecchin (36)                                    | Osarimen Ebagua (17)                                                           |
| Verona          | Andrea Mandorlini | Jorginho (41)                                              | Daniele Cacia (24)                                                             |
| Vicenza         | Roberto Breda (1ª-23ª) Alessandro Dal Canto (24ª-42ª)                                                                                               | Dominique Malonga (38)                                     | Dominique Malonga (10)                                                         |
| Virtus Lanciano | Carmine Gautieri | Antonio Aquilanti, Diego Falcinelli, Alessandro Volpe (39) | Antonio Piccolo (7)                                                            |

## Classifica finale
|  | Pos. | Squadra         | Pt | G  | V  | N  | P  | GF | GS | DR  |
|  | ---- | --------------- | -- | -- | -- | -- | -- | -- | -- | --- |
|  | 1.   | Sassuolo        | 85 | 42 | 25 | 10 | 7  | 78 | 40 | +38 |
|  | 2.   | Verona          | 82 | 42 | 23 | 13 | 6  | 67 | 32 | +35 |
|  | 3.   | Livorno         | 80 | 42 | 23 | 11 | 8  | 77 | 47 | +30 |
|  | 4.   | Empoli          | 73 | 42 | 20 | 13 | 9  | 69 | 51 | +18 |
|  | 5.   | Novara (-3)     | 64 | 42 | 19 | 10 | 13 | 73 | 46 | +27 |
|  | 6.   | Brescia         | 62 | 42 | 15 | 17 | 10 | 58 | 50 | +8  |
|  | 7.   | Varese (-1)     | 60 | 42 | 16 | 13 | 13 | 55 | 53 | +2  |
|  | 8.   | Modena (-2)     | 55 | 42 | 15 | 12 | 15 | 52 | 51 | +1  |
|  | 9.   | Ternana         | 53 | 42 | 12 | 17 | 13 | 37 | 38 | -1  |
|  | 10.  | Bari (-7)       | 53 | 42 | 16 | 12 | 14 | 55 | 47 | +8  |
|  | 11.  | Padova          | 53 | 42 | 12 | 17 | 13 | 47 | 51 | -4  |
|  | 12.  | Crotone (-2)    | 53 | 42 | 14 | 13 | 15 | 45 | 56 | -11 |
|  | 13.  | Spezia          | 51 | 42 | 12 | 15 | 15 | 52 | 58 | -6  |
|  | 14.  | Cesena          | 50 | 42 | 12 | 14 | 16 | 46 | 59 | -13 |
|  | 15.  | Cittadella      | 50 | 42 | 12 | 14 | 16 | 48 | 61 | -13 |
|  | 16.  | Juve Stabia     | 50 | 42 | 12 | 14 | 16 | 54 | 65 | -11 |
|  | 17.  | Reggina (-2)    | 49 | 42 | 12 | 15 | 15 | 42 | 51 | -9  |
|  | 18.  | Virtus Lanciano | 48 | 42 | 9  | 21 | 12 | 50 | 60 | -10 |
|  | 19.  | Vicenza         | 42 | 42 | 10 | 12 | 20 | 41 | 58 | -17 |
|  | 20.  | Ascoli (-1)     | 41 | 42 | 11 | 9  | 22 | 48 | 67 | -19 |
|  | 21.  | Pro Vercelli    | 33 | 42 | 8  | 9  | 25 | 37 | 67 | -30 |
|  | 22.  | Grosseto (-6)   | 28 | 42 | 7  | 13 | 22 | 44 | 67 | -23 |

Legenda:
      Promossa in Serie A 2013-2014.
 Qualificata ai play-off o ai play-out.
      Retrocessa in Lega Pro Prima Divisione 2013-2014.
Regolamento:
Tre punti a vittoria, uno a pareggio, zero a sconfitta.
In caso di arrivo di due o più squadre a pari punti, la graduatoria verrà stilata secondo la classifica avulsa tra le squadre interessate che prevede, in ordine, i seguenti criteri::
- Punti negli scontri diretti.
- Differenza reti negli scontri diretti.
- Differenza reti generale.
- Reti realizzate in generale.
- Sorteggio.

Note:
Il Bari ha scontato 7 punti di penalizzazione.
Il Grosseto ha scontato 6 punti di penalizzazione.
Il Novara ha scontato 3 punti di penalizzazione.
Il Modena, la Reggina e il Crotone hanno scontato 2 punti di penalizzazione.
L'Ascoli e il Varese hanno scontato 1 punto di penalizzazione.

### Squadra campione
| Formazione tipo | Giocatori (presenze)             |
| --- | -------------------------------- |
| Pomini Gazzola Bianco Terranova Longhi Bianchi Magnanelli Missiroli Berardi Boakye Catellani | Alberto Pomini (41)              |
| Pomini Gazzola Bianco Terranova Longhi Bianchi Magnanelli Missiroli Berardi Boakye Catellani | Marcello Gazzola (32)            |
| Pomini Gazzola Bianco Terranova Longhi Bianchi Magnanelli Missiroli Berardi Boakye Catellani | Paolo Bianco (33)                |
| Pomini Gazzola Bianco Terranova Longhi Bianchi Magnanelli Missiroli Berardi Boakye Catellani | Emanuele Terranova (37)          |
| Pomini Gazzola Bianco Terranova Longhi Bianchi Magnanelli Missiroli Berardi Boakye Catellani | Alessandro Longhi (41)           |
| Pomini Gazzola Bianco Terranova Longhi Bianchi Magnanelli Missiroli Berardi Boakye Catellani | Tommaso Bianchi (31)             |
| Pomini Gazzola Bianco Terranova Longhi Bianchi Magnanelli Missiroli Berardi Boakye Catellani | Francesco Magnanelli (40)        |
| Pomini Gazzola Bianco Terranova Longhi Bianchi Magnanelli Missiroli Berardi Boakye Catellani | Simone Missiroli (37)            |
| Pomini Gazzola Bianco Terranova Longhi Bianchi Magnanelli Missiroli Berardi Boakye Catellani | Domenico Berardi (36)            |
| Pomini Gazzola Bianco Terranova Longhi Bianchi Magnanelli Missiroli Berardi Boakye Catellani | Richmond Boakye (32)             |
| Pomini Gazzola Bianco Terranova Longhi Bianchi Magnanelli Missiroli Berardi Boakye Catellani | Andrea Catellani (34)            |
| Pomini Gazzola Bianco Terranova Longhi Bianchi Magnanelli Missiroli Berardi Boakye Catellani | Allenatore: Eusebio Di Francesco |
| Altri giocatori: Leonardo Pavoletti (33), Michele Troiano (30), Gennaro Troianiello (29), Raman Chibsah (28), Lino Marzorati (20), Lorenzo Laverone (14), Gaetano Masucci (14), Paolo Frascatore (11), Karim Laribi (9), Carl Valeri (3), Luca Antei (2), Mirko Pigliacelli (1). |                                  |

## Risultati

### Tabellone
|                 | Asc  | Bar  | Bre  | Ces  | Cit  | Cro  | Emp  | Gro  | Juv  | Liv  | Mod  | Nov  | Pad  | PVe  | Reg  | Sas  | Spe  | Ter  | Var  | Ver  | Vic  | VLa  |
| --------------- | ---- | ---- | ---- | ---- | ---- | ---- | ---- | ---- | ---- | ---- | ---- | ---- | ---- | ---- | ---- | ---- | ---- | ---- | ---- | ---- | ---- | ---- |
| Ascoli          | –––– | 1-3  | 2-0  | 1-0  | 4-1  | 2-0  | 1-2  | 3-1  | 2-4  | 1-4  | 2-3  | 2-0  | 0-1  | 0-0  | 0-3  | 2-4  | 2-0  | 1-1  | 1-1  | 0-5  | 0-0  | 1-1  |
| Bari            | 0-1  | –––– | 1-1  | 2-1  | 2-1  | 0-0  | 2-3  | 1-0  | 2-0  | 1-1  | 2-0  | 1-3  | 3-0  | 2-1  | 0-1  | 3-3  | 2-1  | 2-0  | 0-1  | 0-2  | 1-0  | 4-3  |
| Brescia         | 3-2  | 1-1  | –––– | 2-1  | 2-2  | 5-0  | 0-3  | 3-1  | 2-0  | 0-0  | 2-1  | 1-1  | 0-0  | 1-1  | 2-2  | 1-1  | 0-0  | 1-0  | 2-0  | 2-0  | 0-1  | 2-0  |
| Cesena          | 1-2  | 1-1  | 1-3  | –––– | 1-0  | 0-0  | 1-3  | 3-2  | 3-1  | 0-0  | 1-0  | 1-4  | 2-0  | 1-1  | 1-1  | 0-3  | 1-1  | 1-0  | 2-0  | 0-0  | 3-1  | 1-1  |
| Cittadella      | 1-0  | 1-1  | 1-1  | 1-1  | –––– | 2-2  | 0-0  | 2-1  | 1-0  | 0-2  | 0-3  | 2-6  | 3-3  | 3-0  | 1-2  | 1-0  | 0-0  | 1-0  | 0-1  | 2-1  | 2-2  | 1-0  |
| Crotone         | 1-0  | 0-0  | 1-0  | 1-0  | 3-1  | –––– | 3-2  | 1-0  | 3-3  | 1-2  | 2-1  | 2-1  | 0-1  | 2-1  | 2-2  | 2-1  | 0-2  | 0-1  | 1-0  | 3-3  | 1-0  | 0-0  |
| Empoli          | 0-3  | 0-1  | 1-1  | 1-0  | 1-0  | 0-0  | –––– | 3-2  | 5-0  | 2-1  | 4-2  | 0-2  | 1-1  | 2-1  | 1-1  | 0-3  | 2-2  | 0-2  | 3-1  | 1-1  | 2-0  | 2-2  |
| Grosseto        | 2-1  | 4-3  | 2-2  | 1-2  | 3-1  | 1-0  | 0-1  | –––– | 2-2  | 0-3  | 2-0  | 1-1  | 1-1  | 3-0  | 0-1  | 1-2  | 1-1  | 1-1  | 2-2  | 0-2  | 1-2  | 2-2  |
| Juve Stabia     | 1-1  | 2-1  | 0-0  | 2-2  | 1-1  | 3-1  | 1-2  | 2-1  | –––– | 1-3  | 1-0  | 2-4  | 1-0  | 1-1  | 1-0  | 1-1  | 2-1  | 1-1  | 1-2  | 0-3  | 1-1  | 2-1  |
| Livorno         | 3-0  | 2-1  | 3-0  | 1-0  | 2-2  | 1-2  | 4-2  | 4-0  | 2-2  | –––– | 1-2  | 1-3  | 3-2  | 2-0  | 3-3  | 3-2  | 1-5  | 2-1  | 2-0  | 0-2  | 2-0  | 2-0  |
| Modena          | 1-1  | 0-0  | 1-2  | 4-0  | 3-3  | 3-0  | 2-3  | 0-0  | 1-0  | 1-0  | –––– | 1-0  | 0-0  | 1-0  | 1-1  | 2-1  | 1-0  | 1-2  | 1-2  | 1-1  | 0-1  | 2-2  |
| Novara          | 1-0  | 0-1  | 4-2  | 0-1  | 0-1  | 5-1  | 2-2  | 2-0  | 1-1  | 0-1  | 0-1  | –––– | 3-1  | 2-0  | 1-1  | 3-2  | 1-0  | 1-2  | 1-1  | 1-0  | 3-1  | 1-1  |
| Padova          | 1-1  | 1-1  | 0-0  | 1-1  | 3-1  | 2-1  | 2-0  | 1-1  | 1-0  | 0-0  | 0-1  | 3-3  | –––– | 0-1  | 3-2  | 1-3  | 1-1  | 0-0  | 1-1  | 2-1  | 0-1  | 1-1  |
| Pro Vercelli    | 3-1  | 2-1  | 2-3  | 1-3  | 0-0  | 0-2  | 0-1  | 0-0  | 1-4  | 1-2  | 1-2  | 1-2  | 1-2  | –––– | 0-0  | 1-3  | 1-0  | 1-0  | 2-1  | 0-0  | 2-1  | 1-2  |
| Reggina         | 2-0  | 1-0  | 0-1  | 1-2  | 0-1  | 1-1  | 0-3  | 1-0  | 2-1  | 1-3  | 2-2  | 1-0  | 2-1  | 1-0  | –––– | 0-2  | 1-1  | 1-1  | 1-1  | 1-1  | 1-0  | 0-1  |
| Sassuolo        | 1-0  | 2-1  | 1-1  | 5-0  | 1-0  | 2-1  | 1-1  | 0-2  | 1-0  | 1-0  | 2-0  | 2-0  | 1-1  | 2-1  | 3-1  | –––– | 3-2  | 0-0  | 4-0  | 1-1  | 0-0  | 2-0  |
| Spezia          | 4-3  | 3-2  | 3-1  | 1-0  | 0-3  | 2-1  | 3-0  | 2-1  | 2-3  | 1-2  | 1-1  | 0-6  | 2-3  | 1-3  | 1-0  | 0-2  | –––– | 1-1  | 0-0  | 0-1  | 2-1  | 1-1  |
| Ternana         | 1-2  | 0-0  | 1-0  | 0-0  | 3-1  | 1-0  | 0-0  | 0-0  | 3-2  | 1-1  | 0-1  | 1-1  | 2-1  | 4-2  | 1-0  | 1-3  | 0-0  | –––– | 0-1  | 0-2  | 0-0  | 2-2  |
| Varese          | 2-0  | 2-2  | 3-2  | 3-2  | 2-0  | 1-1  | 2-2  | 4-0  | 1-1  | 1-3  | 2-0  | 0-2  | 3-0  | 2-0  | 3-0  | 3-4  | 0-0  | 1-0  | –––– | 0-3  | 1-1  | 1-2  |
| Verona          | 3-1  | 1-0  | 4-2  | 1-1  | 0-0  | 3-2  | 0-0  | 2-0  | 1-0  | 1-1  | 3-1  | 1-1  | 0-2  | 3-1  | 2-0  | 1-0  | 1-1  | 2-1  | 2-0  | –––– | 0-1  | 2-0  |
| Vicenza         | 1-0  | 0-1  | 2-2  | 3-1  | 1-2  | 0-0  | 1-5  | 2-1  | 1-2  | 3-3  | 3-3  | 2-1  | 0-2  | 3-1  | 0-0  | 0-1  | 2-3  | 0-1  | 1-1  | 2-3  | –––– | 0-1  |
| Virtus Lanciano | 1-1  | 0-3  | 0-2  | 3-3  | 3-2  | 1-1  | 0-3  | 1-1  | 1-1  | 1-1  | 1-1  | 1-0  | 2-1  | 1-1  | 3-1  | 2-2  | 1-1  | 1-1  | 1-2  | 1-2  | 2-0  | –––– |

### Calendario
| andata (1ª) | andata (1ª) | 1ª giornata            | ritorno (22ª) | ritorno (22ª) |
|             |             |                        |               |               |
| 25 ago.     | 2-1         | Bari-Cittadella        | 1-1           | 30 dic.       |
| 27 ago.     | 0-3         | Cesena-Sassuolo        | 0-5           | 30 dic.       |
| 25 ago.     | 1-0         | Crotone-Brescia        | 0-5           | 30 dic.       |
| 25 ago.     | 1-1         | Empoli-Reggina         | 3-0           | 30 dic.       |
| 25 ago.     | 1-1         | Grosseto-Novara        | 0-2           | 30 dic.       |
| 25 ago.     | 1-3         | Juve Stabia-Livorno    | 2-2           | 30 dic.       |
| 24 ago.     | 1-1         | Modena-Verona          | 1-3           | 30 dic.       |
| 25 ago.     | 1-1         | Padova-Virtus Lanciano | 1-2           | 30 dic.       |
| 25 ago.     | 1-0         | Pro Vercelli-Ternana   | 2-4           | 30 dic.       |
| 25 ago.     | 2-1         | Spezia-Vicenza         | 3-2           | 30 dic.       |
| 25 ago.     | 2-0         | Varese-Ascoli          | 1-1           | 30 dic.       |

| andata (2ª) | andata (2ª) | 2ª giornata            | ritorno (23ª) | ritorno (23ª) |
|             |             |                        |               |               |
| 1º set.     | 1-3         | Ascoli-Bari            | 1-0           | 26 gen.       |
| 1º set.     | 2-0         | Brescia-Juve Stabia    | 0-0           | 28 gen.       |
| 1º set.     | 2-1         | Cittadella-Grosseto    | 1-3           | 26 gen.       |
| 3 set.      | 3-2         | Livorno-Padova         | 0-0           | 26 gen.       |
| 1º set.     | 2-2         | Novara-Empoli          | 2-0           | 26 gen.       |
| 1º set.     | 1-0         | Reggina-Pro Vercelli   | 0-0           | 26 gen.       |
| 1º set.     | 2-1         | Sassuolo-Crotone       | 1-2           | 25 gen.       |
| 1º set.     | 0-1         | Ternana-Modena         | 2-1           | 26 gen.       |
| 1º set.     | 1-1         | Verona-Spezia          | 1-0           | 26 gen.       |
| 1º set.     | 3-1         | Vicenza-Cesena         | 1-3           | 26 gen.       |
| 1º set.     | 1-2         | Virtus Lanciano-Varese | 2-1           | 26 gen.       |

| andata (1ª) | andata (1ª) | 1ª giornata            | ritorno (22ª) | ritorno (22ª) |
|             |             |                        |               |               |
| 25 ago.     | 2-1         | Bari-Cittadella        | 1-1           | 30 dic.       |
| 27 ago.     | 0-3         | Cesena-Sassuolo        | 0-5           | 30 dic.       |
| 25 ago.     | 1-0         | Crotone-Brescia        | 0-5           | 30 dic.       |
| 25 ago.     | 1-1         | Empoli-Reggina         | 3-0           | 30 dic.       |
| 25 ago.     | 1-1         | Grosseto-Novara        | 0-2           | 30 dic.       |
| 25 ago.     | 1-3         | Juve Stabia-Livorno    | 2-2           | 30 dic.       |
| 24 ago.     | 1-1         | Modena-Verona          | 1-3           | 30 dic.       |
| 25 ago.     | 1-1         | Padova-Virtus Lanciano | 1-2           | 30 dic.       |
| 25 ago.     | 1-0         | Pro Vercelli-Ternana   | 2-4           | 30 dic.       |
| 25 ago.     | 2-1         | Spezia-Vicenza         | 3-2           | 30 dic.       |
| 25 ago.     | 2-0         | Varese-Ascoli          | 1-1           | 30 dic.       |

| andata (2ª) | andata (2ª) | 2ª giornata            | ritorno (23ª) | ritorno (23ª) |
|             |             |                        |               |               |
| 1º set.     | 1-3         | Ascoli-Bari            | 1-0           | 26 gen.       |
| 1º set.     | 2-0         | Brescia-Juve Stabia    | 0-0           | 28 gen.       |
| 1º set.     | 2-1         | Cittadella-Grosseto    | 1-3           | 26 gen.       |
| 3 set.      | 3-2         | Livorno-Padova         | 0-0           | 26 gen.       |
| 1º set.     | 2-2         | Novara-Empoli          | 2-0           | 26 gen.       |
| 1º set.     | 1-0         | Reggina-Pro Vercelli   | 0-0           | 26 gen.       |
| 1º set.     | 2-1         | Sassuolo-Crotone       | 1-2           | 25 gen.       |
| 1º set.     | 0-1         | Ternana-Modena         | 2-1           | 26 gen.       |
| 1º set.     | 1-1         | Verona-Spezia          | 1-0           | 26 gen.       |
| 1º set.     | 3-1         | Vicenza-Cesena         | 1-3           | 26 gen.       |
| 1º set.     | 1-2         | Virtus Lanciano-Varese | 2-1           | 26 gen.       |

| andata (3ª) | andata (3ª) | 3ª giornata            | ritorno (24ª) | ritorno (24ª) |
|             |             |                        |               |               |
| 9 set.      | 2-0         | Bari-Ternana           | 0-0           | 2 feb.        |
| 9 set.      | 1-4         | Cesena-Novara          | 1-0           | 2 feb.        |
| 9 set.      | 3-1         | Crotone-Cittadella     | 2-2           | 2 feb.        |
| 9 set.      | 0-3         | Empoli-Sassuolo        | 1-1           | 2 feb.        |
| 9 set.      | 1-1         | Juve Stabia-Vicenza    | 2-1           | 2 feb.        |
| 8 set.      | 1-2         | Modena-Varese          | 0-2           | 2 feb.        |
| 9 set.      | 1-1         | Padova-Grosseto        | 1-1           | 2 feb.        |
| 9 set.      | 1-2         | Pro Vercelli-Livorno   | 0-2           | 2 feb.        |
| 9 set.      | 3-1         | Spezia-Brescia         | 0-0           | 2 feb.        |
| 8 set.      | 2-0         | Verona-Reggina         | 1-1           | 1° feb.       |
| 9 set.      | 1-1         | Virtus Lanciano-Ascoli | 1-1           | 4 feb.        |

| andata (4ª) | andata (4ª) | 4ª giornata                | ritorno (25ª) | ritorno (25ª) |
|             |             |                            |               |               |
| 15 set.     | 2-0         | Ascoli-Spezia              | 3-4           | 9 feb.        |
| 14 set.     | 0-0         | Brescia-Padova             | 0-0           | 9 feb.        |
| 15 set.     | 1-0         | Cittadella-Virtus Lanciano | 2-3           | 9 feb.        |
| 15 set.     | 1-0         | Grosseto-Crotone           | 0-1           | 9 feb.        |
| 15 set.     | 4-2         | Livorno-Empoli             | 1-2           | 11 feb.       |
| 15 set.     | 1-1         | Novara-Juve Stabia         | 4-2           | 9 feb.        |
| 15 set.     | 2-2         | Reggina-Modena             | 1-1           | 9 feb.        |
| 15 set.     | 2-1         | Sassuolo-Pro Vercelli      | 3-1           | 9 feb.        |
| 15 set.     | 0-0         | Ternana-Cesena             | 0-1           | 8 feb.        |
| 17 set.     | 2-2         | Varese-Bari                | 1-0           | 9 feb.        |
| 15 set.     | 2-3         | Vicenza-Verona             | 1-0           | 9 feb.        |

| andata (3ª) | andata (3ª) | 3ª giornata            | ritorno (24ª) | ritorno (24ª) |
|             |             |                        |               |               |
| 9 set.      | 2-0         | Bari-Ternana           | 0-0           | 2 feb.        |
| 9 set.      | 1-4         | Cesena-Novara          | 1-0           | 2 feb.        |
| 9 set.      | 3-1         | Crotone-Cittadella     | 2-2           | 2 feb.        |
| 9 set.      | 0-3         | Empoli-Sassuolo        | 1-1           | 2 feb.        |
| 9 set.      | 1-1         | Juve Stabia-Vicenza    | 2-1           | 2 feb.        |
| 8 set.      | 1-2         | Modena-Varese          | 0-2           | 2 feb.        |
| 9 set.      | 1-1         | Padova-Grosseto        | 1-1           | 2 feb.        |
| 9 set.      | 1-2         | Pro Vercelli-Livorno   | 0-2           | 2 feb.        |
| 9 set.      | 3-1         | Spezia-Brescia         | 0-0           | 2 feb.        |
| 8 set.      | 2-0         | Verona-Reggina         | 1-1           | 1° feb.       |
| 9 set.      | 1-1         | Virtus Lanciano-Ascoli | 1-1           | 4 feb.        |

| andata (4ª) | andata (4ª) | 4ª giornata                | ritorno (25ª) | ritorno (25ª) |
|             |             |                            |               |               |
| 15 set.     | 2-0         | Ascoli-Spezia              | 3-4           | 9 feb.        |
| 14 set.     | 0-0         | Brescia-Padova             | 0-0           | 9 feb.        |
| 15 set.     | 1-0         | Cittadella-Virtus Lanciano | 2-3           | 9 feb.        |
| 15 set.     | 1-0         | Grosseto-Crotone           | 0-1           | 9 feb.        |
| 15 set.     | 4-2         | Livorno-Empoli             | 1-2           | 11 feb.       |
| 15 set.     | 1-1         | Novara-Juve Stabia         | 4-2           | 9 feb.        |
| 15 set.     | 2-2         | Reggina-Modena             | 1-1           | 9 feb.        |
| 15 set.     | 2-1         | Sassuolo-Pro Vercelli      | 3-1           | 9 feb.        |
| 15 set.     | 0-0         | Ternana-Cesena             | 0-1           | 8 feb.        |
| 17 set.     | 2-2         | Varese-Bari                | 1-0           | 9 feb.        |
| 15 set.     | 2-3         | Vicenza-Verona             | 1-0           | 9 feb.        |

| andata (5ª) | andata (5ª) | 5ª giornata              | ritorno (26ª) | ritorno (26ª) |
|             |             |                          |               |               |
| 22 set.     | 1-0         | Cesena-Cittadella        | 1-1           | 16 feb.       |
| 22 set.     | 0-0         | Crotone-Bari             | 0-0           | 16 feb.       |
| 21 set.     | 0-2         | Empoli-Ternana           | 0-0           | 16 feb.       |
| 22 set.     | 1-2         | Juve Stabia-Varese       | 1-1           | 16 feb.       |
| 22 set.     | 1-0         | Modena-Livorno           | 2-1           | 16 feb.       |
| 22 set.     | 3-2         | Padova-Reggina           | 1-2           | 16 feb.       |
| 22 set.     | 3-1         | Pro Vercelli-Ascoli      | 0-0           | 16 feb.       |
| 22 set.     | 0-2         | Spezia-Sassuolo          | 2-3           | 16 feb.       |
| 21 set.     | 1-1         | Verona-Novara            | 0-1           | 17 feb.       |
| 22 set.     | 2-2         | Vicenza-Brescia          | 1-0           | 16 feb.       |
| 22 set.     | 1-1         | Virtus Lanciano-Grosseto | 2-2           | 16 feb.       |

| andata (6ª) | andata (6ª) | 6ª giornata             | ritorno (27ª) | ritorno (27ª) |
|             |             |                         |               |               |
| 25 set.     | 1-0         | Ascoli-Cesena           | 2-1           | 6 mar.        |
| 25 set.     | 2-1         | Bari-Pro Vercelli       | 1-2           | 23 feb.       |
| 25 set.     | 2-1         | Brescia-Modena          | 2-1           | 6 mar.        |
| 25 set.     | 2-2         | Grosseto-Juve Stabia    | 1-2           | 22 feb.       |
| 25 set.     | 2-2         | Livorno-Cittadella      | 2-0           | 23 feb.       |
| 25 set.     | 1-0         | Novara-Spezia           | 6-0           | 22 feb.       |
| 25 set.     | 2-0         | Padova-Empoli           | 1-1           | 23 feb.       |
| 25 set.     | 0-1         | Reggina-Virtus Lanciano | 1-3           | 23 feb.       |
| 25 set.     | 0-0         | Sassuolo-Vicenza        | 1-0           | 23 feb.       |
| 25 set.     | 1-0         | Ternana-Crotone         | 1-0           | 23 feb.       |
| 25 set.     | 0-3         | Varese-Verona           | 0-2           | 23 feb.       |

| andata (5ª) | andata (5ª) | 5ª giornata              | ritorno (26ª) | ritorno (26ª) |
|             |             |                          |               |               |
| 22 set.     | 1-0         | Cesena-Cittadella        | 1-1           | 16 feb.       |
| 22 set.     | 0-0         | Crotone-Bari             | 0-0           | 16 feb.       |
| 21 set.     | 0-2         | Empoli-Ternana           | 0-0           | 16 feb.       |
| 22 set.     | 1-2         | Juve Stabia-Varese       | 1-1           | 16 feb.       |
| 22 set.     | 1-0         | Modena-Livorno           | 2-1           | 16 feb.       |
| 22 set.     | 3-2         | Padova-Reggina           | 1-2           | 16 feb.       |
| 22 set.     | 3-1         | Pro Vercelli-Ascoli      | 0-0           | 16 feb.       |
| 22 set.     | 0-2         | Spezia-Sassuolo          | 2-3           | 16 feb.       |
| 21 set.     | 1-1         | Verona-Novara            | 0-1           | 17 feb.       |
| 22 set.     | 2-2         | Vicenza-Brescia          | 1-0           | 16 feb.       |
| 22 set.     | 1-1         | Virtus Lanciano-Grosseto | 2-2           | 16 feb.       |

| andata (6ª) | andata (6ª) | 6ª giornata             | ritorno (27ª) | ritorno (27ª) |
|             |             |                         |               |               |
| 25 set.     | 1-0         | Ascoli-Cesena           | 2-1           | 6 mar.        |
| 25 set.     | 2-1         | Bari-Pro Vercelli       | 1-2           | 23 feb.       |
| 25 set.     | 2-1         | Brescia-Modena          | 2-1           | 6 mar.        |
| 25 set.     | 2-2         | Grosseto-Juve Stabia    | 1-2           | 22 feb.       |
| 25 set.     | 2-2         | Livorno-Cittadella      | 2-0           | 23 feb.       |
| 25 set.     | 1-0         | Novara-Spezia           | 6-0           | 22 feb.       |
| 25 set.     | 2-0         | Padova-Empoli           | 1-1           | 23 feb.       |
| 25 set.     | 0-1         | Reggina-Virtus Lanciano | 1-3           | 23 feb.       |
| 25 set.     | 0-0         | Sassuolo-Vicenza        | 1-0           | 23 feb.       |
| 25 set.     | 1-0         | Ternana-Crotone         | 1-0           | 23 feb.       |
| 25 set.     | 0-3         | Varese-Verona           | 0-2           | 23 feb.       |

| andata (7ª) | andata (7ª) | 7ª giornata             | ritorno (28ª) | ritorno (28ª) |
|             |             |                         |               |               |
| 1° ott.     | 2-0         | Cesena-Varese           | 2-3           | 27 feb.       |
| 1° ott.     | 3-0         | Cittadella-Pro Vercelli | 0-0           | 26 feb.       |
| 29 set.     | 1-2         | Crotone-Livorno         | 2-1           | 26 feb.       |
| 29 set.     | 1-1         | Empoli-Brescia          | 3-0           | 26 feb.       |
| 29 set.     | 1-0         | Juve Stabia-Padova      | 0-1           | 26 feb.       |
| 29 set.     | 1-2         | Novara-Ternana          | 1-1           | 26 feb.       |
| 29 set.     | 1-0         | Sassuolo-Ascoli         | 4-2           | 26 feb.       |
| 29 set.     | 1-0         | Spezia-Reggina          | 1-1           | 26 feb.       |
| 29 set.     | 1-0         | Verona-Bari             | 2-0           | 27 feb.       |
| 29 set.     | 2-1         | Vicenza-Grosseto        | 2-1           | 26 feb.       |
| 29 set.     | 1-1         | Virtus Lanciano-Modena  | 2-2           | 26 feb.       |

| andata (8ª) | andata (8ª) | 8ª giornata              | ritorno (29ª) | ritorno (29ª) |
|             |             |                          |               |               |
| 6 ott.      | 2-0         | Ascoli-Crotone           | 0-1           | 2 mar.        |
| 6 ott.      | 1-0         | Bari-Vicenza             | 1-0           | 4 mar.        |
| 6 ott.      | 2-0         | Brescia-Virtus Lanciano  | 2-0           | 2 mar.        |
| 6 ott.      | 1-2         | Grosseto-Sassuolo        | 2-0           | 2 mar.        |
| 8 ott.      | 1-5         | Livorno-Spezia           | 2-1           | 2 mar.        |
| 6 ott.      | 4-0         | Modena-Cesena            | 0-1           | 2 mar.        |
| 5 ott.      | 2-1         | Padova-Verona            | 2-0           | 4 mar.        |
| 6 ott.      | 1-4         | Pro Vercelli-Juve Stabia | 1-1           | 2 mar.        |
| 6 ott.      | 1-0         | Reggina-Novara           | 1-1           | 2 mar.        |
| 6 ott.      | 3-1         | Ternana-Cittadella       | 0-1           | 2 mar.        |
| 6 ott.      | 2-2         | Varese-Empoli            | 1-3           | 2 mar.        |

| andata (7ª) | andata (7ª) | 7ª giornata             | ritorno (28ª) | ritorno (28ª) |
|             |             |                         |               |               |
| 1° ott.     | 2-0         | Cesena-Varese           | 2-3           | 27 feb.       |
| 1° ott.     | 3-0         | Cittadella-Pro Vercelli | 0-0           | 26 feb.       |
| 29 set.     | 1-2         | Crotone-Livorno         | 2-1           | 26 feb.       |
| 29 set.     | 1-1         | Empoli-Brescia          | 3-0           | 26 feb.       |
| 29 set.     | 1-0         | Juve Stabia-Padova      | 0-1           | 26 feb.       |
| 29 set.     | 1-2         | Novara-Ternana          | 1-1           | 26 feb.       |
| 29 set.     | 1-0         | Sassuolo-Ascoli         | 4-2           | 26 feb.       |
| 29 set.     | 1-0         | Spezia-Reggina          | 1-1           | 26 feb.       |
| 29 set.     | 1-0         | Verona-Bari             | 2-0           | 27 feb.       |
| 29 set.     | 2-1         | Vicenza-Grosseto        | 2-1           | 26 feb.       |
| 29 set.     | 1-1         | Virtus Lanciano-Modena  | 2-2           | 26 feb.       |

| andata (8ª) | andata (8ª) | 8ª giornata              | ritorno (29ª) | ritorno (29ª) |
|             |             |                          |               |               |
| 6 ott.      | 2-0         | Ascoli-Crotone           | 0-1           | 2 mar.        |
| 6 ott.      | 1-0         | Bari-Vicenza             | 1-0           | 4 mar.        |
| 6 ott.      | 2-0         | Brescia-Virtus Lanciano  | 2-0           | 2 mar.        |
| 6 ott.      | 1-2         | Grosseto-Sassuolo        | 2-0           | 2 mar.        |
| 8 ott.      | 1-5         | Livorno-Spezia           | 2-1           | 2 mar.        |
| 6 ott.      | 4-0         | Modena-Cesena            | 0-1           | 2 mar.        |
| 5 ott.      | 2-1         | Padova-Verona            | 2-0           | 4 mar.        |
| 6 ott.      | 1-4         | Pro Vercelli-Juve Stabia | 1-1           | 2 mar.        |
| 6 ott.      | 1-0         | Reggina-Novara           | 1-1           | 2 mar.        |
| 6 ott.      | 3-1         | Ternana-Cittadella       | 0-1           | 2 mar.        |
| 6 ott.      | 2-2         | Varese-Empoli            | 1-3           | 2 mar.        |

| andata (9ª) | andata (9ª) | 9ª giornata                  | ritorno (30ª) | ritorno (30ª) |
|             |             |                              |               |               |
| 14 ott.     | 0-0         | Cesena-Crotone               | 0-1           | 11 mar.       |
| 14 ott.     | 0-3         | Cittadella-Modena            | 3-3           | 9 mar.        |
| 14 ott.     | 0-3         | Empoli-Ascoli                | 2-1           | 9 mar.        |
| 13 ott.     | 2-1         | Juve Stabia-Bari             | 0-2           | 9 mar.        |
| 13 ott.     | 4-2         | Novara-Brescia               | 1-1           | 9 mar.        |
| 14 ott.     | 1-3         | Reggina-Livorno              | 3-3           | 9 mar.        |
| 14 ott.     | 4-0         | Sassuolo-Varese              | 4-3           | 9 mar.        |
| 14 ott.     | 1-1         | Spezia-Ternana               | 0-0           | 9 mar.        |
| 14 ott.     | 2-0         | Verona-Grosseto              | 2-0           | 9 mar.        |
| 14 ott.     | 0-2         | Vicenza-Padova               | 1-0           | 9 mar.        |
| 14 ott.     | 1-1         | Virtus Lanciano-Pro Vercelli | 2-1           | 9 mar.        |

| andata (10ª) | andata (10ª) | 10ª giornata           | ritorno (31ª) | ritorno (31ª) |
|              |              |                        |               |               |
| 20 ott.      | 2-4          | Ascoli-Juve Stabia     | 1-1           | 16 mar.       |
| 22 ott.      | 1-1          | Bari-Brescia           | 1-1           | 16 mar.       |
| 20 ott.      | 1-1          | Cesena-Reggina         | 2-1           | 15 mar.       |
| 20 ott.      | 1-0          | Cittadella-Sassuolo    | 0-1           | 16 mar.       |
| 19 ott.      | 2-1          | Crotone-Novara         | 1-5           | 16 mar.       |
| 20 ott.      | 0-2          | Livorno-Verona         | 1-1           | 15 mar.       |
| 20 ott.      | 0-0          | Modena-Grosseto        | 0-2           | 16 mar.       |
| 20 ott.      | 1-2          | Pro Vercelli-Padova    | 1-0           | 16 mar.       |
| 20 ott.      | 0-0          | Ternana-Vicenza        | 1-0           | 16 mar.       |
| 20 ott.      | 0-0          | Varese-Spezia          | 0-0           | 16 mar.       |
| 20 ott.      | 0-3          | Virtus Lanciano-Empoli | 2-2           | 16 mar.       |

| andata (9ª) | andata (9ª) | 9ª giornata                  | ritorno (30ª) | ritorno (30ª) |
|             |             |                              |               |               |
| 14 ott.     | 0-0         | Cesena-Crotone               | 0-1           | 11 mar.       |
| 14 ott.     | 0-3         | Cittadella-Modena            | 3-3           | 9 mar.        |
| 14 ott.     | 0-3         | Empoli-Ascoli                | 2-1           | 9 mar.        |
| 13 ott.     | 2-1         | Juve Stabia-Bari             | 0-2           | 9 mar.        |
| 13 ott.     | 4-2         | Novara-Brescia               | 1-1           | 9 mar.        |
| 14 ott.     | 1-3         | Reggina-Livorno              | 3-3           | 9 mar.        |
| 14 ott.     | 4-0         | Sassuolo-Varese              | 4-3           | 9 mar.        |
| 14 ott.     | 1-1         | Spezia-Ternana               | 0-0           | 9 mar.        |
| 14 ott.     | 2-0         | Verona-Grosseto              | 2-0           | 9 mar.        |
| 14 ott.     | 0-2         | Vicenza-Padova               | 1-0           | 9 mar.        |
| 14 ott.     | 1-1         | Virtus Lanciano-Pro Vercelli | 2-1           | 9 mar.        |

| andata (10ª) | andata (10ª) | 10ª giornata           | ritorno (31ª) | ritorno (31ª) |
|              |              |                        |               |               |
| 20 ott.      | 2-4          | Ascoli-Juve Stabia     | 1-1           | 16 mar.       |
| 22 ott.      | 1-1          | Bari-Brescia           | 1-1           | 16 mar.       |
| 20 ott.      | 1-1          | Cesena-Reggina         | 2-1           | 15 mar.       |
| 20 ott.      | 1-0          | Cittadella-Sassuolo    | 0-1           | 16 mar.       |
| 19 ott.      | 2-1          | Crotone-Novara         | 1-5           | 16 mar.       |
| 20 ott.      | 0-2          | Livorno-Verona         | 1-1           | 15 mar.       |
| 20 ott.      | 0-0          | Modena-Grosseto        | 0-2           | 16 mar.       |
| 20 ott.      | 1-2          | Pro Vercelli-Padova    | 1-0           | 16 mar.       |
| 20 ott.      | 0-0          | Ternana-Vicenza        | 1-0           | 16 mar.       |
| 20 ott.      | 0-0          | Varese-Spezia          | 0-0           | 16 mar.       |
| 20 ott.      | 0-3          | Virtus Lanciano-Empoli | 2-2           | 16 mar.       |

| andata (11ª) | andata (11ª) | 11ª giornata           | ritorno (32ª) | ritorno (32ª) |
|              |              |                        |               |               |
| 27 ott.      | 1-1          | Brescia-Pro Vercelli   | 3-2           | 19 mar.       |
| 27 ott.      | 4-2          | Empoli-Modena          | 3-2           | 19 mar.       |
| 27 ott.      | 1-1          | Grosseto-Ternana       | 0-0           | 19 mar.       |
| 26 ott.      | 1-0          | Livorno-Cesena         | 0-0           | 19 mar.       |
| 27 ott.      | 1-1          | Novara-Varese          | 2-0           | 20 mar.       |
| 27 ott.      | 1-1          | Padova-Bari            | 0-3           | 19 mar.       |
| 27 ott.      | 2-0          | Reggina-Ascoli         | 3-0           | 19 mar.       |
| 26 ott.      | 1-0          | Sassuolo-Juve Stabia   | 1-1           | 19 mar.       |
| 27 ott.      | 0-3          | Spezia-Cittadella      | 0-0           | 19 mar.       |
| 27 ott.      | 2-0          | Verona-Virtus Lanciano | 2-1           | 19 mar.       |
| 27 ott.      | 0-0          | Vicenza-Crotone        | 0-1           | 19 mar.       |

| andata (12ª) | andata (12ª) | 12ª giornata            | ritorno (33ª) | ritorno (33ª) |
|              |              |                         |               |               |
| 30 ott.      | 2-0          | Ascoli-Novara           | 0-1           | 24 mar.       |
| 30 ott.      | 2-3          | Bari-Empoli             | 1-0           | 24 mar.       |
| 30 ott.      | 3-2          | Cesena-Grosseto         | 2-1           | 23 mar.       |
| 30 ott.      | 1-1          | Cittadella-Brescia      | 2-2           | 24 mar.       |
| 30 ott.      | 3-3          | Crotone-Verona          | 2-3           | 24 mar.       |
| 30 ott.      | 1-0          | Juve Stabia-Reggina     | 1-2           | 24 mar.       |
| 30 ott.      | 0-0          | Modena-Padova           | 1-0           | 23 mar.       |
| 30 ott.      | 1-0          | Pro Vercelli-Spezia     | 3-1           | 24 mar.       |
| 30 ott.      | 1-3          | Ternana-Sassuolo        | 0-0           | 24 mar.       |
| 30 ott.      | 1-1          | Varese-Vicenza          | 1-1           | 24 mar.       |
| 30 ott.      | 1-1          | Virtus Lanciano-Livorno | 0-2           | 24 mar.       |

| andata (11ª) | andata (11ª) | 11ª giornata           | ritorno (32ª) | ritorno (32ª) |
|              |              |                        |               |               |
| 27 ott.      | 1-1          | Brescia-Pro Vercelli   | 3-2           | 19 mar.       |
| 27 ott.      | 4-2          | Empoli-Modena          | 3-2           | 19 mar.       |
| 27 ott.      | 1-1          | Grosseto-Ternana       | 0-0           | 19 mar.       |
| 26 ott.      | 1-0          | Livorno-Cesena         | 0-0           | 19 mar.       |
| 27 ott.      | 1-1          | Novara-Varese          | 2-0           | 20 mar.       |
| 27 ott.      | 1-1          | Padova-Bari            | 0-3           | 19 mar.       |
| 27 ott.      | 2-0          | Reggina-Ascoli         | 3-0           | 19 mar.       |
| 26 ott.      | 1-0          | Sassuolo-Juve Stabia   | 1-1           | 19 mar.       |
| 27 ott.      | 0-3          | Spezia-Cittadella      | 0-0           | 19 mar.       |
| 27 ott.      | 2-0          | Verona-Virtus Lanciano | 2-1           | 19 mar.       |
| 27 ott.      | 0-0          | Vicenza-Crotone        | 0-1           | 19 mar.       |

| andata (12ª) | andata (12ª) | 12ª giornata            | ritorno (33ª) | ritorno (33ª) |
|              |              |                         |               |               |
| 30 ott.      | 2-0          | Ascoli-Novara           | 0-1           | 24 mar.       |
| 30 ott.      | 2-3          | Bari-Empoli             | 1-0           | 24 mar.       |
| 30 ott.      | 3-2          | Cesena-Grosseto         | 2-1           | 23 mar.       |
| 30 ott.      | 1-1          | Cittadella-Brescia      | 2-2           | 24 mar.       |
| 30 ott.      | 3-3          | Crotone-Verona          | 2-3           | 24 mar.       |
| 30 ott.      | 1-0          | Juve Stabia-Reggina     | 1-2           | 24 mar.       |
| 30 ott.      | 0-0          | Modena-Padova           | 1-0           | 23 mar.       |
| 30 ott.      | 1-0          | Pro Vercelli-Spezia     | 3-1           | 24 mar.       |
| 30 ott.      | 1-3          | Ternana-Sassuolo        | 0-0           | 24 mar.       |
| 30 ott.      | 1-1          | Varese-Vicenza          | 1-1           | 24 mar.       |
| 30 ott.      | 1-1          | Virtus Lanciano-Livorno | 0-2           | 24 mar.       |

| andata (13ª) | andata (13ª) | 13ª giornata            | ritorno (34ª) | ritorno (34ª) |
|              |              |                         |               |               |
| 3 nov.       | 1-0          | Brescia-Ternana         | 0-1           | 28 mar.       |
| 3 nov.       | 2-1          | Empoli-Pro Vercelli     | 1-0           | 28 mar.       |
| 3 nov.       | 2-1          | Grosseto-Ascoli         | 1-3           | 28 mar.       |
| 3 nov.       | 2-1          | Livorno-Bari            | 1-1           | 28 mar.       |
| 5 nov.       | 1-0          | Modena-Juve Stabia      | 0-1           | 28 mar.       |
| 3 nov.       | 0-1          | Novara-Cittadella       | 6-2           | 28 mar.       |
| 3 nov.       | 1-1          | Padova-Cesena           | 0-2           | 27 mar.       |
| 3 nov.       | 1-1          | Reggina-Varese          | 0-3           | 28 mar.       |
| 3 nov.       | 2-1          | Spezia-Crotone          | 2-0           | 28 mar.       |
| 5 nov.       | 1-0          | Verona-Sassuolo         | 1-1           | 28 mar.       |
| 3 nov.       | 0-1          | Vicenza-Virtus Lanciano | 0-2           | 28 mar.       |

| andata (14ª) | andata (14ª) | 14ª giornata                | ritorno (35ª) | ritorno (35ª) |
|              |              |                             |               |               |
| 10 nov.      | 1-4          | Ascoli-Livorno              | 0-3           | 6 apr.        |
| 12 nov.      | 0-1          | Bari-Reggina                | 0-1           | 5 apr.        |
| 10 nov.      | 1-3          | Cesena-Brescia              | 1-2           | 6 apr.        |
| 10 nov.      | 2-2          | Cittadella-Vicenza          | 2-1           | 6 apr.        |
| 10 nov.      | 3-2          | Crotone-Empoli              | 0-0           | 6 apr.        |
| 9 nov.       | 1-1          | Grosseto-Spezia             | 1-2           | 6 apr.        |
| 10 nov.      | 2-1          | Juve Stabia-Virtus Lanciano | 1-1           | 6 apr.        |
| 10 nov.      | 1-2          | Pro Vercelli-Modena         | 0-1           | 6 apr.        |
| 10 nov.      | 2-0          | Sassuolo-Novara             | 2-3           | 6 apr.        |
| 10 nov.      | 0-2          | Ternana-Verona              | 1-2           | 6 apr.        |
| 10 nov.      | 3-0          | Varese-Padova               | 1-1           | 8 apr.        |

| andata (13ª) | andata (13ª) | 13ª giornata            | ritorno (34ª) | ritorno (34ª) |
|              |              |                         |               |               |
| 3 nov.       | 1-0          | Brescia-Ternana         | 0-1           | 28 mar.       |
| 3 nov.       | 2-1          | Empoli-Pro Vercelli     | 1-0           | 28 mar.       |
| 3 nov.       | 2-1          | Grosseto-Ascoli         | 1-3           | 28 mar.       |
| 3 nov.       | 2-1          | Livorno-Bari            | 1-1           | 28 mar.       |
| 5 nov.       | 1-0          | Modena-Juve Stabia      | 0-1           | 28 mar.       |
| 3 nov.       | 0-1          | Novara-Cittadella       | 6-2           | 28 mar.       |
| 3 nov.       | 1-1          | Padova-Cesena           | 0-2           | 27 mar.       |
| 3 nov.       | 1-1          | Reggina-Varese          | 0-3           | 28 mar.       |
| 3 nov.       | 2-1          | Spezia-Crotone          | 2-0           | 28 mar.       |
| 5 nov.       | 1-0          | Verona-Sassuolo         | 1-1           | 28 mar.       |
| 3 nov.       | 0-1          | Vicenza-Virtus Lanciano | 0-2           | 28 mar.       |

| andata (14ª) | andata (14ª) | 14ª giornata                | ritorno (35ª) | ritorno (35ª) |
|              |              |                             |               |               |
| 10 nov.      | 1-4          | Ascoli-Livorno              | 0-3           | 6 apr.        |
| 12 nov.      | 0-1          | Bari-Reggina                | 0-1           | 5 apr.        |
| 10 nov.      | 1-3          | Cesena-Brescia              | 1-2           | 6 apr.        |
| 10 nov.      | 2-2          | Cittadella-Vicenza          | 2-1           | 6 apr.        |
| 10 nov.      | 3-2          | Crotone-Empoli              | 0-0           | 6 apr.        |
| 9 nov.       | 1-1          | Grosseto-Spezia             | 1-2           | 6 apr.        |
| 10 nov.      | 2-1          | Juve Stabia-Virtus Lanciano | 1-1           | 6 apr.        |
| 10 nov.      | 1-2          | Pro Vercelli-Modena         | 0-1           | 6 apr.        |
| 10 nov.      | 2-0          | Sassuolo-Novara             | 2-3           | 6 apr.        |
| 10 nov.      | 0-2          | Ternana-Verona              | 1-2           | 6 apr.        |
| 10 nov.      | 3-0          | Varese-Padova               | 1-1           | 8 apr.        |

| andata (15ª) | andata (15ª) | 15ª giornata         | ritorno (36ª) | ritorno (36ª) |
|              |              |                      |               |               |
| 18 nov.      | 1-1          | Brescia-Sassuolo     | 1-1           | 13 apr.       |
| 17 nov.      | 3-2          | Empoli-Grosseto      | 1-0           | 12 apr.       |
| 17 nov.      | 2-0          | Livorno-Varese       | 3-1           | 13 apr.       |
| 17 nov.      | 1-1          | Modena-Ascoli        | 3-2           | 13 apr.       |
| 17 nov.      | 3-1          | Padova-Cittadella    | 3-3           | 13 apr.       |
| 17 nov.      | 0-2          | Pro Vercelli-Crotone | 1-2           | 13 apr.       |
| 17 nov.      | 1-1          | Reggina-Ternana      | 0-1           | 13 apr.       |
| 17 nov.      | 2-3          | Spezia-Juve Stabia   | 1-2           | 13 apr.       |
| 16 nov.      | 1-1          | Verona-Cesena        | 0-0           | 12 apr.       |
| 17 nov.      | 2-1          | Vicenza-Novara       | 1-3           | 13 apr.       |
| 17 nov.      | 0-3          | Virtus Lanciano-Bari | 3-4           | 13 apr.       |

| andata (16ª) | andata (16ª) | 16ª giornata            | ritorno (37ª) | ritorno (37ª) |
|              |              |                         |               |               |
| 24 nov.      | 0-0          | Ascoli-Vicenza          | 0-1           | 16 apr.       |
| 25 nov.      | 2-0          | Bari-Modena             | 0-0           | 16 apr.       |
| 24 nov.      | 1-1          | Cesena-Spezia           | 0-1           | 16 apr.       |
| 24 nov.      | 2-1          | Cittadella-Verona       | 0-0           | 16 apr.       |
| 24 nov.      | 0-1          | Crotone-Padova          | 1-2           | 16 apr.       |
| 24 nov.      | 2-2          | Grosseto-Brescia        | 1-3           | 16 apr.       |
| 24 nov.      | 1-2          | Juve Stabia-Empoli      | 0-5           | 16 apr.       |
| 23 nov.      | 0-1          | Novara-Livorno          | 3-1           | 17 apr.       |
| 24 nov.      | 3-1          | Sassuolo-Reggina        | 2-0           | 16 apr.       |
| 24 nov.      | 2-2          | Ternana-Virtus Lanciano | 1-1           | 16 apr.       |
| 24 nov.      | 2-0          | Varese-Pro Vercelli     | 1-2           | 16 apr.       |

| andata (15ª) | andata (15ª) | 15ª giornata         | ritorno (36ª) | ritorno (36ª) |
|              |              |                      |               |               |
| 18 nov.      | 1-1          | Brescia-Sassuolo     | 1-1           | 13 apr.       |
| 17 nov.      | 3-2          | Empoli-Grosseto      | 1-0           | 12 apr.       |
| 17 nov.      | 2-0          | Livorno-Varese       | 3-1           | 13 apr.       |
| 17 nov.      | 1-1          | Modena-Ascoli        | 3-2           | 13 apr.       |
| 17 nov.      | 3-1          | Padova-Cittadella    | 3-3           | 13 apr.       |
| 17 nov.      | 0-2          | Pro Vercelli-Crotone | 1-2           | 13 apr.       |
| 17 nov.      | 1-1          | Reggina-Ternana      | 0-1           | 13 apr.       |
| 17 nov.      | 2-3          | Spezia-Juve Stabia   | 1-2           | 13 apr.       |
| 16 nov.      | 1-1          | Verona-Cesena        | 0-0           | 12 apr.       |
| 17 nov.      | 2-1          | Vicenza-Novara       | 1-3           | 13 apr.       |
| 17 nov.      | 0-3          | Virtus Lanciano-Bari | 3-4           | 13 apr.       |

| andata (16ª) | andata (16ª) | 16ª giornata            | ritorno (37ª) | ritorno (37ª) |
|              |              |                         |               |               |
| 24 nov.      | 0-0          | Ascoli-Vicenza          | 0-1           | 16 apr.       |
| 25 nov.      | 2-0          | Bari-Modena             | 0-0           | 16 apr.       |
| 24 nov.      | 1-1          | Cesena-Spezia           | 0-1           | 16 apr.       |
| 24 nov.      | 2-1          | Cittadella-Verona       | 0-0           | 16 apr.       |
| 24 nov.      | 0-1          | Crotone-Padova          | 1-2           | 16 apr.       |
| 24 nov.      | 2-2          | Grosseto-Brescia        | 1-3           | 16 apr.       |
| 24 nov.      | 1-2          | Juve Stabia-Empoli      | 0-5           | 16 apr.       |
| 23 nov.      | 0-1          | Novara-Livorno          | 3-1           | 17 apr.       |
| 24 nov.      | 3-1          | Sassuolo-Reggina        | 2-0           | 16 apr.       |
| 24 nov.      | 2-2          | Ternana-Virtus Lanciano | 1-1           | 16 apr.       |
| 24 nov.      | 2-0          | Varese-Pro Vercelli     | 1-2           | 16 apr.       |

| andata (17ª) | andata (17ª) | 17ª giornata           | ritorno (38ª) | ritorno (38ª) |
|              |              |                        |               |               |
| 1º dic.      | 3-3          | Bari-Sassuolo          | 1-2           | 20 apr.       |
| 1º dic.      | 2-0          | Brescia-Verona         | 2-4           | 22 apr.       |
| 1º dic.      | 2-2          | Empoli-Spezia          | 0-3           | 20 apr.       |
| 1º dic.      | 1-1          | Juve Stabia-Cittadella | 0-1           | 20 apr.       |
| 1º dic.      | 4-0          | Livorno-Grosseto       | 3-0           | 20 apr.       |
| 1º dic.      | 1-0          | Modena-Novara          | 1-0           | 20 apr.       |
| 1º dic.      | 1-1          | Padova-Ascoli          | 1-0           | 22 apr.       |
| 1º dic.      | 2-1          | Pro Vercelli-Vicenza   | 1-3           | 20 apr.       |
| 3 dic.       | 1-1          | Reggina-Crotone        | 2-2           | 20 apr.       |
| 1º dic.      | 1-0          | Varese-Ternana         | 1-0           | 20 apr.       |
| 1º dic.      | 3-3          | Virtus Lanciano-Cesena | 1-1           | 20 apr.       |

| andata (18ª) | andata (18ª) | 18ª giornata            | ritorno (39ª) | ritorno (39ª) |
|              |              |                         |               |               |
| 8 dic.       | 2-2          | Brescia-Reggina         | 1-0           | 27 apr.       |
| 9 dic.       | 1-3          | Cesena-Empoli           | 0-1           | 28 apr.       |
| 9 dic.       | 0-1          | Cittadella-Varese       | 0-2           | 27 apr.       |
| 8 dic.       | 0-0          | Crotone-Virtus Lanciano | 1-1           | 27 apr.       |
| 8 dic.       | 3-0          | Grosseto-Pro Vercelli   | 0-0           | 27 apr.       |
| 8 dic.       | 3-1          | Novara-Padova           | 3-3           | 27 apr.       |
| 7 dic.       | 2-0          | Sassuolo-Modena         | 1-2           | 26 apr.       |
| 8 dic.       | 3-2          | Spezia-Bari             | 1-2           | 27 apr.       |
| 8 dic.       | 3-2          | Ternana-Juve Stabia     | 1-1           | 27 apr.       |
| 8 dic.       | 3-1          | Verona-Ascoli           | 5-0           | 27 apr.       |
| 8 dic.       | 3-3          | Vicenza-Livorno         | 0-2           | 27 apr.       |

| andata (17ª) | andata (17ª) | 17ª giornata           | ritorno (38ª) | ritorno (38ª) |
|              |              |                        |               |               |
| 1º dic.      | 3-3          | Bari-Sassuolo          | 1-2           | 20 apr.       |
| 1º dic.      | 2-0          | Brescia-Verona         | 2-4           | 22 apr.       |
| 1º dic.      | 2-2          | Empoli-Spezia          | 0-3           | 20 apr.       |
| 1º dic.      | 1-1          | Juve Stabia-Cittadella | 0-1           | 20 apr.       |
| 1º dic.      | 4-0          | Livorno-Grosseto       | 3-0           | 20 apr.       |
| 1º dic.      | 1-0          | Modena-Novara          | 1-0           | 20 apr.       |
| 1º dic.      | 1-1          | Padova-Ascoli          | 1-0           | 22 apr.       |
| 1º dic.      | 2-1          | Pro Vercelli-Vicenza   | 1-3           | 20 apr.       |
| 3 dic.       | 1-1          | Reggina-Crotone        | 2-2           | 20 apr.       |
| 1º dic.      | 1-0          | Varese-Ternana         | 1-0           | 20 apr.       |
| 1º dic.      | 3-3          | Virtus Lanciano-Cesena | 1-1           | 20 apr.       |

| andata (18ª) | andata (18ª) | 18ª giornata            | ritorno (39ª) | ritorno (39ª) |
|              |              |                         |               |               |
| 8 dic.       | 2-2          | Brescia-Reggina         | 1-0           | 27 apr.       |
| 9 dic.       | 1-3          | Cesena-Empoli           | 0-1           | 28 apr.       |
| 9 dic.       | 0-1          | Cittadella-Varese       | 0-2           | 27 apr.       |
| 8 dic.       | 0-0          | Crotone-Virtus Lanciano | 1-1           | 27 apr.       |
| 8 dic.       | 3-0          | Grosseto-Pro Vercelli   | 0-0           | 27 apr.       |
| 8 dic.       | 3-1          | Novara-Padova           | 3-3           | 27 apr.       |
| 7 dic.       | 2-0          | Sassuolo-Modena         | 1-2           | 26 apr.       |
| 8 dic.       | 3-2          | Spezia-Bari             | 1-2           | 27 apr.       |
| 8 dic.       | 3-2          | Ternana-Juve Stabia     | 1-1           | 27 apr.       |
| 8 dic.       | 3-1          | Verona-Ascoli           | 5-0           | 27 apr.       |
| 8 dic.       | 3-3          | Vicenza-Livorno         | 0-2           | 27 apr.       |

| andata (19ª) | andata (19ª) | 19ª giornata           | ritorno (40ª) | ritorno (40ª) |
|              |              |                        |               |               |
| 17 dic.      | 2-0          | Ascoli-Brescia         | 2-3           | 4 mag.        |
| 15 dic.      | 1-3          | Bari-Novara            | 1-0           | 4 mag.        |
| 15 dic.      | 2-0          | Empoli-Vicenza         | 5-1           | 4 mag.        |
| 15 dic.      | 2-2          | Juve Stabia-Cesena     | 1-3           | 4 mag.        |
| 14 dic.      | 2-1          | Livorno-Ternana        | 1-1           | 4 mag.        |
| 15 dic.      | 3-0          | Modena-Crotone         | 1-2           | 4 mag.        |
| 15 dic.      | 1-3          | Padova-Sassuolo        | 1-1           | 6 mag.        |
| 15 dic.      | 0-0          | Pro Vercelli-Verona    | 1-3           | 3 mag.        |
| 17 dic.      | 0-1          | Reggina-Cittadella     | 2-1           | 4 mag.        |
| 15 dic.      | 4-0          | Varese-Grosseto        | 2-2           | 4 mag.        |
| 15 dic.      | 1-1          | Virtus Lanciano-Spezia | 1-1           | 4 mag.        |

| andata (20ª) | andata (20ª) | 20ª giornata             | ritorno (41ª) | ritorno (41ª) |
|              |              |                          |               |               |
| 23 dic.      | 0-0          | Brescia-Livorno          | 0-3           | 11 mag.       |
| 23 dic.      | 1-1          | Cesena-Bari              | 1-2           | 11 mag.       |
| 23 dic.      | 0-0          | Cittadella-Empoli        | 0-1           | 11 mag.       |
| 23 dic.      | 1-0          | Crotone-Varese           | 1-1           | 11 mag.       |
| 23 dic.      | 0-1          | Grosseto-Reggina         | 0-1           | 11 mag.       |
| 23 dic.      | 2-0          | Novara-Pro Vercelli      | 2-1           | 11 mag.       |
| 23 dic.      | 2-0          | Sassuolo-Virtus Lanciano | 2-2           | 11 mag.       |
| 23 dic.      | 2-3          | Spezia-Padova            | 1-1           | 11 mag.       |
| 23 dic.      | 1-2          | Ternana-Ascoli           | 1-1           | 11 mag.       |
| 23 dic.      | 1-0          | Verona-Juve Stabia       | 3-0           | 11 mag.       |
| 23 dic.      | 3-3          | Vicenza-Modena           | 1-0           | 11 mag.       |

| andata (19ª) | andata (19ª) | 19ª giornata           | ritorno (40ª) | ritorno (40ª) |
|              |              |                        |               |               |
| 17 dic.      | 2-0          | Ascoli-Brescia         | 2-3           | 4 mag.        |
| 15 dic.      | 1-3          | Bari-Novara            | 1-0           | 4 mag.        |
| 15 dic.      | 2-0          | Empoli-Vicenza         | 5-1           | 4 mag.        |
| 15 dic.      | 2-2          | Juve Stabia-Cesena     | 1-3           | 4 mag.        |
| 14 dic.      | 2-1          | Livorno-Ternana        | 1-1           | 4 mag.        |
| 15 dic.      | 3-0          | Modena-Crotone         | 1-2           | 4 mag.        |
| 15 dic.      | 1-3          | Padova-Sassuolo        | 1-1           | 6 mag.        |
| 15 dic.      | 0-0          | Pro Vercelli-Verona    | 1-3           | 3 mag.        |
| 17 dic.      | 0-1          | Reggina-Cittadella     | 2-1           | 4 mag.        |
| 15 dic.      | 4-0          | Varese-Grosseto        | 2-2           | 4 mag.        |
| 15 dic.      | 1-1          | Virtus Lanciano-Spezia | 1-1           | 4 mag.        |

| andata (20ª) | andata (20ª) | 20ª giornata             | ritorno (41ª) | ritorno (41ª) |
|              |              |                          |               |               |
| 23 dic.      | 0-0          | Brescia-Livorno          | 0-3           | 11 mag.       |
| 23 dic.      | 1-1          | Cesena-Bari              | 1-2           | 11 mag.       |
| 23 dic.      | 0-0          | Cittadella-Empoli        | 0-1           | 11 mag.       |
| 23 dic.      | 1-0          | Crotone-Varese           | 1-1           | 11 mag.       |
| 23 dic.      | 0-1          | Grosseto-Reggina         | 0-1           | 11 mag.       |
| 23 dic.      | 2-0          | Novara-Pro Vercelli      | 2-1           | 11 mag.       |
| 23 dic.      | 2-0          | Sassuolo-Virtus Lanciano | 2-2           | 11 mag.       |
| 23 dic.      | 2-3          | Spezia-Padova            | 1-1           | 11 mag.       |
| 23 dic.      | 1-2          | Ternana-Ascoli           | 1-1           | 11 mag.       |
| 23 dic.      | 1-0          | Verona-Juve Stabia       | 3-0           | 11 mag.       |
| 23 dic.      | 3-3          | Vicenza-Modena           | 1-0           | 11 mag.       |

| \| andata (21ª) \| andata (21ª) \| 21ª giornata \| ritorno (42ª) \| ritorno (42ª) \| \| \| \| \| \| \| \| 26 dic. \| 4-1 \| Ascoli-Cittadella \| 0-1 \| 18 mag. \| \| 26 dic. \| 1-0 \| Bari-Grosseto \| 3-4 \| 18 mag. \| \| 26 dic. \| 1-1 \| Empoli-Verona \| 0-0 \| 18 mag. \| \| 26 dic. \| 3-1 \| Juve Stabia-Crotone \| 3-3 \| 18 mag. \| \| 26 dic. \| 3-2 \| Livorno-Sassuolo \| 0-1 \| 18 mag. \| \| 26 dic. \| 1-0 \| Modena-Spezia \| 1-1 \| 18 mag. \| \| 26 dic. \| 0-0 \| Padova-Ternana \| 1-2 \| 18 mag. \| \| 26 dic. \| 1-3 \| Pro Vercelli-Cesena \| 1-1 \| 18 mag. \| \| 26 dic. \| 1-0 \| Reggina-Vicenza \| 0-0 \| 18 mag. \| \| 22 gen. \| 3-2 \| [51]Varese-Brescia \| 0-2 \| 18 mag. \| \| 26 dic. \| 1-0 \| Virtus Lanciano-Novara \| 1-1 \| 18 mag. \| |              |                        |               |               |
| andata (21ª) | andata (21ª) | 21ª giornata           | ritorno (42ª) | ritorno (42ª) |
| |              |                        |               |               |
| 26 dic. | 4-1          | Ascoli-Cittadella      | 0-1           | 18 mag.       |
| 26 dic. | 1-0          | Bari-Grosseto          | 3-4           | 18 mag.       |
| 26 dic. | 1-1          | Empoli-Verona          | 0-0           | 18 mag.       |
| 26 dic. | 3-1          | Juve Stabia-Crotone    | 3-3           | 18 mag.       |
| 26 dic. | 3-2          | Livorno-Sassuolo       | 0-1           | 18 mag.       |
| 26 dic. | 1-0          | Modena-Spezia          | 1-1           | 18 mag.       |
| 26 dic. | 0-0          | Padova-Ternana         | 1-2           | 18 mag.       |
| 26 dic. | 1-3          | Pro Vercelli-Cesena    | 1-1           | 18 mag.       |
| 26 dic. | 1-0          | Reggina-Vicenza        | 0-0           | 18 mag.       |
| 22 gen. | 3-2          | Varese-Brescia         | 0-2           | 18 mag.       |
| 26 dic. | 1-0          | Virtus Lanciano-Novara | 1-1           | 18 mag.       |

| andata (21ª) | andata (21ª) | 21ª giornata           | ritorno (42ª) | ritorno (42ª) |
|              |              |                        |               |               |
| 26 dic.      | 4-1          | Ascoli-Cittadella      | 0-1           | 18 mag.       |
| 26 dic.      | 1-0          | Bari-Grosseto          | 3-4           | 18 mag.       |
| 26 dic.      | 1-1          | Empoli-Verona          | 0-0           | 18 mag.       |
| 26 dic.      | 3-1          | Juve Stabia-Crotone    | 3-3           | 18 mag.       |
| 26 dic.      | 3-2          | Livorno-Sassuolo       | 0-1           | 18 mag.       |
| 26 dic.      | 1-0          | Modena-Spezia          | 1-1           | 18 mag.       |
| 26 dic.      | 0-0          | Padova-Ternana         | 1-2           | 18 mag.       |
| 26 dic.      | 1-3          | Pro Vercelli-Cesena    | 1-1           | 18 mag.       |
| 26 dic.      | 1-0          | Reggina-Vicenza        | 0-0           | 18 mag.       |
| 22 gen.      | 3-2          | Varese-Brescia         | 0-2           | 18 mag.       |
| 26 dic.      | 1-0          | Virtus Lanciano-Novara | 1-1           | 18 mag.       |

## Spareggi

### Play-off
Tabellone
|  | Semifinali | Semifinali | Semifinali | Semifinali | Semifinali |  |  | Finale  | Finale  | Finale | Finale | Finale |  |
|  |            |            |            |            |            |  |  |         |         |        |        |        |  |
|  | 5          | Novara     | 1          | 1          | 2          |  |  |         |         |        |        |        |  |
|  | 4          | Empoli     | 1          | 4          | 5          |  |  | Empoli  | Empoli  | 1      | 0      | 1      |  |
|  | 6          | Brescia    | 1          | 1          | 2          |  |  | Livorno | Livorno | 1      | 1      | 2      |  |
|  | 3          | Livorno    | 1          | 1          | 2          |  |  |         |         |        |        |        |  |

#### Semifinali
|         | Risultati |         | Luogo e data            |
| ------- | --------- | ------- | ----------------------- |
| Novara  | 1-1       | Empoli  | Novara, 22 maggio 2013  |
| Brescia | 1-1       | Livorno | Brescia, 22 maggio 2013 |
|         |           |         |                         |
| Empoli  | 4-1       | Novara  | Empoli, 26 maggio 2013  |
| Livorno | 1-1       | Brescia | Livorno, 26 maggio 2013 |
|         |           |         |                         |

#### Finali
|         | Risultati |         | Luogo e data           |
| ------- | --------- | ------- | ---------------------- |
| Empoli  | 1-1       | Livorno | Empoli, 29 maggio 2013 |
| Livorno | 1-0       | Empoli  | Livorno, 2 giugno 2013 |
|         |           |         |                        |

### Play-out
I Play-out non si sono disputati perché, come da regolamento, tra la 18ª e la 19ª classificata c'è un distacco maggiore di 5 punti.

## Statistiche

### Squadre

#### Capoliste solitarie
|    | —— | —— | —— | ——       | —— | —— | —— | —— | ——  | ——  | ——  | ——  | ——  | ——  | ——  | ——  | ——  | ——  | ——  | ——  | ——  | ——  | ——  | ——  | ——  | ——  | ——  | ——  | ——  | ——  | ——  | ——  | ——  | ——  | ——  | ——  | ——  | ——  | ——  | ——  | ——  | —— |  |
|    |    |    |    | Sassuolo |    |    |    |    |     |     |     |     |     |     |     |     |     |     |     |     |     |     |     |     |     |     |     |     |     |     |     |     |     |     |     |     |     |     |     |     |     |    |  |
|    |    |    |    |          |    |    |    |    |     |     |     |     |     |     |     |     |     |     |     |     |     |     |     |     |     |     |     |     |     |     |     |     |     |     |     |     |     |     |     |     |     |    |  |
|    |    |    |    |          |    |    |    |    |     |     |     |     |     |     |     |     |     |     |     |     |     |     |     |     |     |     |     |     |     |     |     |     |     |     |     |     |     |     |     |     |     |    |  |
| 1ª | 2ª | 3ª | 4ª | 5ª       | 6ª | 7ª | 8ª | 9ª | 10ª | 11ª | 12ª | 13ª | 14ª | 15ª | 16ª | 17ª | 18ª | 19ª | 20ª | 21ª | 22ª | 23ª | 24ª | 25ª | 26ª | 27ª | 28ª | 29ª | 30ª | 31ª | 32ª | 33ª | 34ª | 35ª | 36ª | 37ª | 38ª | 39ª | 40ª | 41ª | 42ª |    |  |

#### Record stagionali
Squadre
- Maggior numero di vittorie: Sassuolo (25)
- Minor numero di vittorie: Grosseto (7)
- Maggior numero di pareggi: Virtus Lanciano (21)
- Minor numero di pareggi: Ascoli e Pro Vercelli (9)
- Maggior numero di sconfitte: Pro Vercelli (25)
- Minor numero di sconfitte: Verona (6)
- Minor numero di sconfitte in casa: Sassuolo (1)
- Minor numero di sconfitte in trasferta: Livorno (3)
- Miglior attacco: Sassuolo (78 gol fatti)
- Peggior attacco: Pro Vercelli e Ternana (37 gol fatti)
- Miglior difesa: Verona (32 gol subiti)
- Peggior difesa: Ascoli, Grosseto e Pro Vercelli (67 gol subiti)
- Miglior differenza reti: Sassuolo (+38)
- Peggior differenza reti: Pro Vercelli (-30)
- Miglior serie positiva: Livorno (14 risultati utili consecutivi, dall'11ª alla 24ª giornata)
- Maggior numero di vittorie consecutive: Novara (7, dalla 31ª alla 37ª giornata)
- Maggior numero di pareggi consecutivi: Virtus Lanciano (6, dalla 37ª alla 42ª giornata)
- Maggior numero di sconfitte consecutive: Novara, Grosseto e Ascoli (6, dalla 12ª alla 17ª; dalla 33ª alla 38ª giornata; dalla 35ª alla 40ª)

Partite
- Partita con maggiore scarto di gol: Spezia-Novara 0-6 (6)
- Partita con più reti: Cittadella-Novara 2-6 (8)
- Pareggio con più gol: Crotone-Verona 3-3 (6)

### Individuali

#### Classifica marcatori
| Gol | Rigori |  | Giocatore         | Squadra |
| --- | ------ |  | ----------------- | ------- |
| 24  | 4      |  | Daniele Cacia     | Verona  |
| 23  | 4      |  | Matteo Ardemagni  | Modena  |
| 21  | 4      |  | Francesco Tavano  | Empoli  |
| 20  |        |  | Marco Sansovini   | Spezia  |
| 20  | 3      |  | Paulinho          | Livorno |
| 18  |        |  | Simone Zaza       | Ascoli  |
| 17  |        |  | Massimo Maccarone | Empoli  |
| 17  | 3      |  | Francesco Caputo  | Bari    |
| 17  | 4      |  | Osarimen Ebagua   | Varese  |
| 15  | 1      |  | Andrea Caracciolo | Brescia |
| 15  | 2      |  | Davide Succi      | Cesena  |
| 14  |        |  | Luca Belingheri   | Livorno |
| 14  | 3      |  | Pablo González    | Novara  |
| 13  |        |  | Daniele Corvia    | Brescia |
| 13  | 1      |  | Luca Siligardi    | Livorno |
| 13  | 2      |  | Federico Dionisi  | Livorno |

### Copertura televisiva
Sono tre gli operatori televisivi a proporre le partite di Serie B in diretta: Sky via satellite e Mediaset Premium e Serie B TV via etere. La TV satellitare propone tutte le partite in diretta, Mediaset Premium propone tutti gli anticipi, posticipi, play-off, play-out e la diretta simultanea di tutte le partite mentre Serie B TV offre tutte le partite del sabato (o domenica) pomeriggio più play-off e play-out.